# تنش فشاری
تنش فشاری (انگلیسی: Compressive stress) در مواد نازک و دارای ساختار طولانی مانند ستون‌ها یا میله‌های خرپا، با افزایش نیروی فشردگی (F) باعث شکست ساختاری بر اثر کمانش تنش کمتر نسبت به مقاومت فشاری روی می‌دهد.
تنش فشاری دارای یکای تنش (نیرو بر واحد سطح) است که معمولاً دارای مقادیر منفی بوده و فشردگی را نشان می‌دهد. با این حال در مهندسی ژئوتکنیک تنش فشاری با مقادیر مثبت نشان داده می‌شود.

## نوشتارهای وابسته
- تنش کششی
- تنش برشی